# Hans Troschel
Hans Troschel (* 24. Juni 1899 in Berlin als Johannes Troschel; † 13. März 1979 in Oldenburg) war ein deutscher Kunstmaler, der längere Zeit seines Lebens in Albanien verbrachte.

## Leben
Troschel, Sohn des Oberbaurats Ernst Troschel, studierte nach dem Ende des Ersten Weltkriegs am Bauhaus in Weimar, später an der Deutschen Hochschule für Leibesübungen und 1925/26 an der Kunstakademie Breslau. Danach arbeitete er als Kunstlehrer an Gymnasien. 1925 schuf er sechs Holzschnitte, in denen er seine Kriegserlebnisse darstellte, und veröffentlichte sie unter dem Titel Inferno. Seine weiteren Arbeiten stellten oft Tod und Verfall in drastischer Form dar. Im Herbst 1936 veröffentlichte er im Stettiner „Verlag Leon Sauniers Buchhandlung“ das Buch „Am See der Milane“, welches 100 Abbildungen (Fotos, Ölbilder, Federzeichnungen) von ihm enthält. 1937 scheiterte seine erste Ehe.
1937 wurden in der Nazi-Aktion „Entartete Kunst“ nachweislich drei seiner Bilder aus öffentlichen Sammlungen beschlagnahmt und vernichtet.  Er floh daraufhin über Italien nach Albanien, wo er sich in der Folgezeit illegal aufhielt. Er besaß weder einen Pass noch Geld. Er wanderte zu Fuß durch das Land, genoss die traditionelle albanische Gastfreundschaft, knüpfte Kontakte und stellte zahlreiche Skizzen her. Er malte Zeichnungen und Ölbilder und erstellte einen Plan für die Einrichtung eines Nationalparks. Er malte auch das Tafelbild für eine neue Kirche neben dem Franziskanerkloster von Shkodra. Das Bild ist verschollen, seit die Kirche 1967 im Zuge der atheistischen Kampagne Enver Hoxhas geschlossen und in ein Lagerhaus verwandelt wurde.
Nach der italienischen Besetzung Albaniens erhielt er einen Auftrag des Unterrichtsministeriums zur Dokumentation traditioneller Handwerkstechniken und Geräte. Er schuf zahlreiche Tafeln, auf denen albanische Häusertypen, Hausrat, Musikinstrumente, landwirtschaftliche Geräte, Flöße, Brücken, Mühlen, Filzherstellung, Schmiedekunst u. a. dokumentiert wurden. 1940 kehrte er nach Deutschland zurück und wurde sofort verhaftet. Nach einem eineinhalbjährigen Gefängnisaufenthalt wurde er zur Luftwaffe eingezogen. Als die Italiener aus Albanien abzogen, gehörte er zu den ersten deutschen Soldaten, die das Land besetzten. Aufgrund seiner Sprach- und Landeskenntnisse erhielt er bald einen Sonderstatus. Er desertierte kurz vor dem Abzug der deutschen Truppen 1944.
Nachdem die Kommunisten die Macht übernommen hatten, wurde er verhaftet. Es folgten Folterungen, Gefängnisaufenthalte, Arbeitslager und Einzelhaft. Während seines Gefängnisaufenthalts gab er dem damals zwölfjährigen albanischen Maler Spiro Vllahu, dessen Vater den Gefängniskiosk betrieb, Zeichenunterricht. Erst 1954 konnte er nach Westdeutschland zurückkehren. Er siedelte sich in Lethe bei Ahlhorn an und arbeitete von 1956 bis 1970 als Kunstlehrer am Gymnasium in Ahlhorn und am Clemens-August-Gymnasium in Cloppenburg.

## 1937 als „entartet“ aus öffentlichen Sammlungen beschlagnahmte und vernichtete Werke
- Kartoffeln schälende Frau (Öl; Nationalgalerie Berlin im Kronprinzen-Palais)
- Hexe (Holzschnitt; Nationalgalerie Berlin im Kronprinzen-Palais)
- Pferd (Holzschnitt; Städtische Kunstsammlung Chemnitz)